# Port lotniczy Livno
Port lotniczy Livno – port lotniczy zlokalizowany w Livnie (Bośnia i Hercegowina). Posiada pas startowy długości 800 metrów i trzy dodatkowe pasy. Wszystkie są trawiaste.